# The Comeback
The Comeback —en español: El regreso— es el nombre del segundo álbum de estudio del dúo Baby Rasta & Gringo. Fue publicado el 16 de diciembre de 2008 bajo el sello Eme Music. Con colaboraciones de Kendo Kaponi y MC Ceja
Cuenta con varias canciones nuevas, además de nuevas versiones de clásicos de los cantantes como «Cierra los ojos», «Yo quiero ver» y «Mi nena». Por otro lado, el disco marca el regreso del dúo luego de sus problemas y separación en 2005.

## Gráfico
| Lista (2009)                        | Posición |
| ----------------------------------- | -------- |
| U.S Latin Rhythm Albums (Billboard) | 14       |

## Lista de canciones
| N.º     | Título                                 | Duración |  |
| 1.      | «Intro» (Solo por Kendo Kaponi)        | 3:27     |  |
| 2.      | «Los lobos»                            | 3:46     |  |
| 3.      | «Tiemblo»                              | 4:15     |  |
| 4.      | «Amor de lejos»                        | 3:37     |  |
| 5.      | «Prohibida»                            | 4:17     |  |
| 6.      | «Hablaron de mi»                       | 3:07     |  |
| 7.      | «No es macarena» (Solo por Baby Rasta) | 2:51     |  |
| 8.      | «Bailame» (Solo por Gringo)            | 3:27     |  |
| 9.      | «Dime quienes son»                     | 4:19     |  |
| 10.     | «Muriendo mi tierra»                   | 4:51     |  |
| 11.     | «Yo quiero ver (New Version)»          | 2:24     |  |
| 12.     | «Mi nena (New Version)»                | 4:23     |  |
| 13.     | «Una noche más (New Version)»          | 3:23     |  |
| 14.     | «Cierra los ojos (New Version)»        | 5:14     |  |
| 15.     | «Déjame conocerte»                     | 2:55     |  |
| 16.     | «Hablaron de mi (Remix)» (con MC Ceja) | 4:06     |  |
| 1:00:35 |                                        |          |  |